# لوسین مرینیاک
لوسین مرینیاک (انگلیسی: Lucien Mérignac; ۵ اکتبر ۱۸۷۳ – ۱ مارس ۱۹۴۱) شمشیرباز اهل فرانسه بود.